# Der Südstern oder Das Land der Diamanten

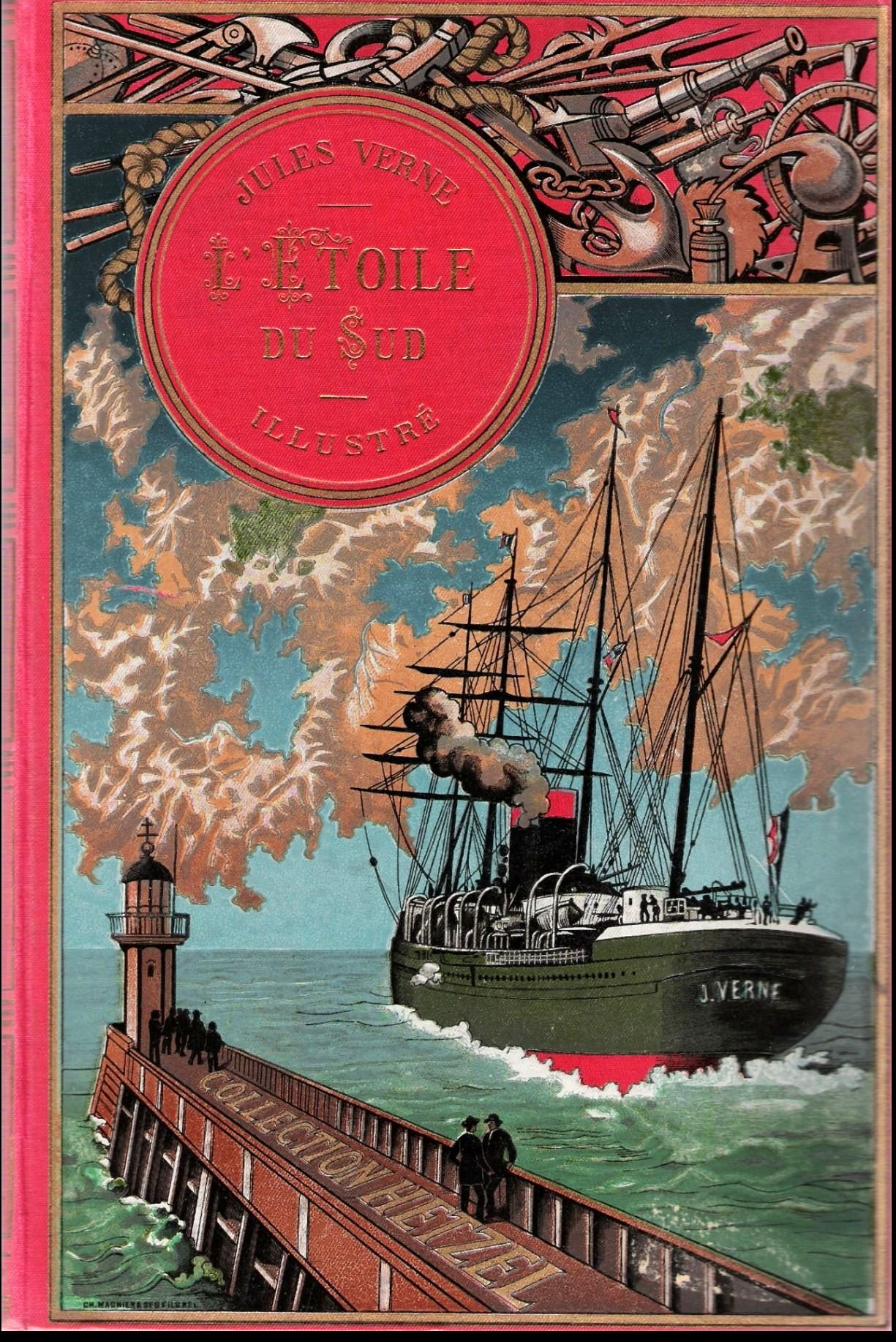
Einband der französischen Ausgabe von 1895

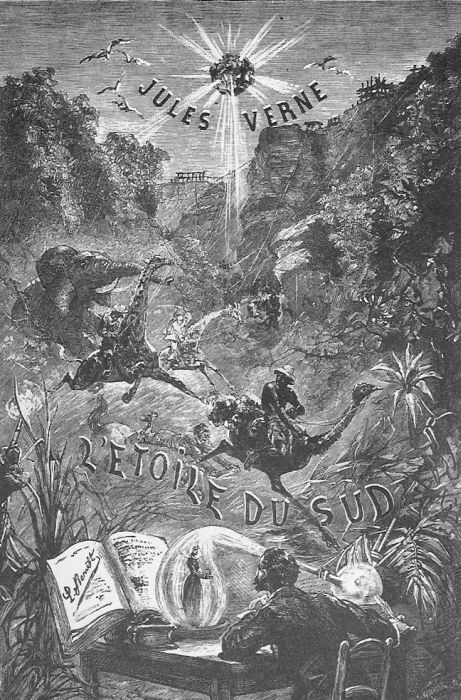
Titelseite der französischen Originalausgabe mit einer Illustration von Léon Benett

Der Südstern oder Das Land der Diamanten (auch Der Stern des Südens) ist ein Roman des französischen Autors Jules Verne. Der Roman wurde erstmals 1884 als Buch von dem Verleger Pierre-Jules Hetzel unter dem französischen Titel L’Étoile du Sud. Le Pays des diamants veröffentlicht. Die Vorabveröffentlichung erfolgte in Hetzels Magasin d’Éducation et de Récréation vom Januar bis Dezember 1884. Die erste deutschsprachige Ausgabe erschien 1886 unter dem Titel Der Südstern oder Das Land der Diamanten.

## Handlung
Der französische Minen-Ingenieur Cyprien Méré reist nach Afrika, um in den dortigen Diamantenminen Arbeit zu suchen. In den Minen arbeiten Minenarbeiter aus allen Ländern der Welt unter schweren Bedingungen. Schwarze Minenarbeiter machen den Hauptteil der schweren Arbeit unter der glühenden Sonne des afrikanischen Kontinents. Zu Beginn seiner Tätigkeit arbeitet Cyprien Méré als Landvermesser, wechselt dann jedoch ebenfalls in den Abbau der Diamanten. Nach umfangreicher, mühevoller Arbeit findet er einen verkaufbaren Rohdiamanten. Er erhält für diesen Edelstein nur eine geringe Bezahlung. Daraufhin versucht er auf andere Weise an die begehrten Edelsteine zu gelangen. Er glaubt den Stein der Weisen gefunden zu haben. Er plant die künstliche Herstellung von Diamanten. In seiner Heimat hat er sich in der Vergangenheit mit dieser Thematik bereits theoretisch auseinandergesetzt. Nach einem Versuch mit seinem Reverberier-Ofen scheint er Erfolg gehabt zu haben. In der zersplitterten Metallhülle befindet sich unter einer Tonschicht ein riesiger Rohdiamant.
Nach dem fachmännischen Schleifen wird er bei einem Fest des Minenbesitzers Watkins der Öffentlichkeit vorgestellt. Dessen Tochter Alice tauft den enormen Rohdiamanten auf den Namen Der Stern des Südens. Die Diamantgrubenbesitzer Südafrikas sind über die neue Konkurrenz nicht erfreut und bedrohen Monsieur Méré. Der Stern des Südens verschwindet während der Präsentation. Der schwarze Freund Mérés Matakit wird des Diebstahls verdächtig und flüchtet in den Dschungel, wodurch sich viele in ihrer Ansicht bestärkt fühlen, dass es sich bei ihm um den Schuldigen handelt.
Nach einer Verfolgungsjagd, die über mehrere Wochen quer durch Südafrika geht, findet Méré endlich Matakit. Dieser kann beweisen, dass er den Stein nicht gestohlen hat. Es scheint, dass das Rätsel um den Diebstahl des ersten künstlichen Diamanten auf ewig ein Geheimnis bleiben wird. Schließlich zeigt sich eine überraschende Auflösung. Als der in dem Haushalt lebende Strauß eine wichtige Unterlage von Watkins verschlingt, hilft ihm Méré aus der Not. Er narkotisiert den Vogel und kann durch einen Schnitt das Papier wiederbeschaffen. Auch der vermeintlich gestohlene Stern des Südens findet sich im Inneren des Vogels wieder. Dieser ist jetzt eingefärbt und dadurch noch wertvoller geworden.

## Verfilmungen
- Der Stern des Südens (1969) ein britischer Film des Regisseurs Sydney Hayers
- Der Stern des Südens (2001), ein französischer Animationsfilm in einer Produktion von Les film du triangel